# Игуманија Екатерина (Радосављевић)
Екатерина Радосављевић (Причевић код Ваљева, 14. јануар 1934 — Манастир Беочин, 19. новембар 2019) била је монахиња Српске православне цркве и игуманија Манастира Беочин. 

## Биографија
Игуманија Екатерина (Радосављевић), рођена је 14. јануара 1934. године у селу Причевићу код Ваљева, од побожних благочестивих родитеља. Њене две биолошлке сестре су монахиње мати Марина и Варвара.
Свој монашки пут започиње 1950. године када долази у Манастир Ћелије код Ваљева, као искушеница код тадашње игуманије Саре (Ђукетић). Монашки постриг је примила 1965. године у Манастиру Беочину. Приликом монашења је добила монашко име Екатерина.
Залагањем игуманије Екатерине у манастиру је сачуван архив светог Варнаве Настића који је 2005. године канонизован као 78 српски светитељ. Повеља „Капетан Миша Анастасијевић” – за духовност и предузетништво уручена јој је 2009. Културно просветна заједница Србије доделила јој је 1997. златну значку за несебичан, предан рад и стваралачки допринос у ширењу културе.
Игуманија Екатерина (Радосављевић) добила је 2010. године октобарску награду Општине Беочин, за ширење верске толеранције и очување културне баштине Манастира Беочина.
Одлуком тадашњега епископа сремскога господина Макарија (Ђорђевића), постављена је 1965. године за игуманију Манастира Беочина. Упокојила се у Господу 19. новембра 2019. године у Манастиру Беочину, а сахрањена је 20. новембра у порти манастира. Опело је извршио епископ сремски господин Василије, са више свештеномонаха и монахиња манастира.